# 법의무
법의무(法義務)는 법규범에 의하여 과해지는 구속이다.
법률은 직접적으로 일정한 행위를 하도록(作爲), 혹은 하지 않도록(不作爲) 사람들을 구속하는 경우도 있으나, 근대 시민법에서는 먼저 권리가 주어지고 법의무는 이 권리에 대응하여 2차적으로 존재하는 것을 원칙으로 한다. 그래서 재산권에 대해서는 모든 사람이 이것을 침해해서는 안 된다는 구속을 받고 채권에 관해서는 특정한 사람이 어떤 종류의 작위 또는 부작위 의무(채무)를 지게 되는 것이다.
그러나 근대 시민법에서는 권리의 행사를 권리자의 임의에 맡기고 있는 경우가 적지 않다. 따라서 이러한 종류의 권리에 관해서는 법의무가 현실적으로는 발생하지 않는 경우가 있다(예 : 금전의 貸主가 반환 청구를 하지 않는 경우).
그러나 이와 같이 권리의 행사를 권리자의 임의에 맡기는 것은 그 편이 법질서의 유지와 정의의 실현에 있어 유효적절하다고 생각되기 때문이다. 따라서 ‘권리의 행사는 권리자의 도덕적 의무’이기도 하며, 권리 위에 잠자는 것은 허용되지 않는다.
더욱이 권리와 의무가 반드시 대응되지 않는 경우도 있다. 미성년자의 영업의 등기의무(상법 6조)에 대응하는 등기청구권은 아무에게도 없다. 또한 이른바 자연채무도 거기 대응하는 채권자 소권이 없다. 또한 권리의 행사가 동시에 법의무일 때도 있다. 교육 및 근로의 권리와 의무(헌법 31·32조), 선거의 권리(헌법 24조), 친권자의 자녀에 대한 보호교양의 권리와 의무(민법 913조) 등이 그것이다.